# 日本esports促進協会
一般財団法人日本esports促進協会（にほんイースポーツそくしんきょうかい、JAPAN E-SPORTS FACILITATE ASSOCIATION、 略称: JEF）は、日本のエレクトロニック・スポーツ（eスポーツ）に関連する一般財団法人。

## 概要
日本esports促進協会（JEF）は国内のeスポーツを推進する組織。中国をはじめとする海外のeスポーツ団体と連携し、そのノウハウやネットワークを活かし、国際基準でのマニュアル作りや選手、指導員、審判員、そして解説者などの人材を育てることを主な目的にしている。
立ち上げメンバーの中には、法人格を持っている者がおり、これまでに海外での大会運営や会場の施工、クラブチームの設立から運営・管理から教育に至るまで、eスポーツ関連ビジネスを手掛けてきた経緯があり、各国のパブリッシャーやディベロッパー、リーグ連盟ともつながりがあるので、さまざまなeスポーツ関連のサミット、カンファレンスにも参加している。そのノウハウや海外とのつながりを活かし、選手たちに海外へ挑戦する機会の提供やeスポーツの認知度向上に繋げたいと思い、同財団を設立。一般財団にした理由は公益性、中立性を保つため。

## 主な活動内容

### 国際esportsカンファレンス開催
国際esportsカンファレンスを定期的に開催。様々な問題提示を各国の関係者と共に議論。また会員に対して世界における最新情報を届ける。
カンファレンスでは、世界最大のゲーム企業のテンセント 、League of Legends開発運営のライアットゲームズ 、ハースストーン（Hearthstone）開発のブリザード など世界的にメジャーなesportsタイトルのメーカーが参加している。日本からは日本esports促進協会の理事長が日本のesports産業の現状と問題点や可能性などを世界に発信。

### アジア最大規模のesports大会「CHINAJOY CUP」日本公式窓口
アジア最大規模のオフラインイベントであるChina Joyにて開催される、中国最大、アジア最大規模のesports大会「CHINAJOY CUP」の日本公式窓口にもなっている。

### esports Centerにて施設提供
協会が提携しているesports Centerにて会員限定の施設提供。イベントや大会のライブ配信も行える。訓練施設でもあり、プロチームの育成だけでなく、照明や解説者などの人材の教育とアウトプットが可能となっている。

### 国際的なプロクラブチームの活動を促進
地方協会やLPLの立ち上げなどアジア各地のesports機構が有している様々なノウハウを生かして国際的なプロクラブチームの活動を促進。日々世界各国のクラブチーム間の連携・教育・活動支援を行う。取り組みの例として、日本プロクラブチーム「Absolute Kabuto Gaming」の設立をサポート。また国際大会CMEL(China Mobile Esports League)日中韓国際大会に日本代表として出場斡旋。

### 国際大会誘致や開催など日本でeスポーツの普及促進に貢献
国際大会への日本人eスポーツ選手の大会出場推薦や国際大会の誘致、国内大会の開催などで、日本におけるeスポーツの普及促進に貢献していくとしている。取り組みの例として、国際esportsカンファレンスでesports選手に需要があるタイトルの国際大会決勝戦を日本に誘致する為に各デベロッパー及び大会主催関係者と議論を行ったりしている。

### 産学連携の取り組み
京都造形芸術大学はJEFと共に、eスポーツ文化や技術の成長、人材育成などをどのように推進していくかを考えたいと発表しており、同学での特別講義も開催している。そのほかにも、いくつかの海外のeスポーツ学科を持つ学校などに教員・教材を提供。

## 沿革
- 2019年4月10日 - 一般財団法人日本esports促進協会 発足[7]

## 他団体との差別化
日本国内には、esportsに関する団体がいくつかあり、代表的なのが日本eスポーツ連合(JeSU)。大きな違いとしては、団体の会員層で、JeSUには、数多くのゲームメーカーが会員として参加しているのに対してJEFはゲームメーカーからの会員はいない。またメーカーには声もかけていない。この理由は、海外にはJeSUのような数多くのゲームメーカーが会員として参加している特殊な運営体制を持つeスポーツ団体は基本的に存在しないこと。他には協会で公認タイトルがあり、そのディベロッパーなどが協会内に関係者としていた場合、流行が終わった時にどう対処していいのか、偏ってしまう恐れもあり忖度でそのタイトルを使用せざるを得ない状況になってしまうので避けたい、また世界中で認知され、大きな市場規模を持つメジャータイトルを使用した、本当のeスポーツを日本に普及させたい思いがある。
ただし、「eスポーツの推進という目指すところは同じでありながら，手法や考え方の違いなどにより，この設立に当たって特別なコミュニケーションなどは取っていない。eスポーツのオリンピック種目への認定に向けて，今後は何かしらの形で連携していきたい」と発言している。

## 報道デマ
JeSUの会員「GAME watch」が「日本esports促進協会、ChinaJoyで日本のeスポーツの課題を多数指摘」「PCゲームが盛んでないという問題」とは？　「神田明神カップ」はJEF主催と判明！との報道した。この報道についてJEFは声明文を発表。主催という事実は一切なく賛同しサポートとしてご協力しているだけであると反論、また一部記載に誤解を招く表現や内容に誤字等があり「GAME watch」に対して記事の訂正とこの報道に至った経緯の説明を求めるとしている。